# Bainbridge (Pennsylvanie)
Pour les articles homonymes, voir Bainbridge.
Bainbridge est une census-designated place du comté de Lancaster, dans l'État de Pennsylvanie, aux États-Unis. Rattachée au township de Conoy, elle compte 1 355 habitants en 2010.

## Géographie
Bainbridge se trouve aux coordonnées 40° 05′ 27″ N, 76° 40′ 03″ O (40.090833, -76.6675), à une altitude 111 mètres.
D'après le Bureau du recensement des États-Unis, la CDP s'étend sur un territoire de 5,957 km2, dont 0,051 8 km2 (soit 0,18 %) est recouvert d'eau.

## Histoire
Dans les premières décennies du XVIIIe siècle, avant l'arrivée des colons européens, le site est occupé par un village conoy, probablement baptisé Conejoholo,.

## Transports
La CDP est traversée par la Pennsylvania Route 441 (en).

## Personnalité liée à la localité
- Tarleton Hoffman Bean (1846–1916), ichtyologiste américain, est né à Bainbridge.